# Niels Korte
Niels Korte es un deportista alemán que compitió para la RFA en vela en la clase 470. Ganó una medalla de plata en el Campeonato Europeo de 470 de 1979.

## Palmarés internacional
| Campeonato Europeo | Campeonato Europeo | Campeonato Europeo | Campeonato Europeo |
| Año                | Lugar              | Medalla            | Clase              |
| ------------------ | ------------------ | ------------------ | ------------------ |
| 1979               | Denia (España)     | Medalla de plata   | 470                |